# Santa Cruz de Pinares
Santa Cruz de Pinares è un comune spagnolo di 201 abitanti situato nella comunità autonoma di Castiglia e León.